# La Vierge au buisson de roses (Lochner)
Pour les articles homonymes, voir La Vierge au buisson de roses.
La Vierge au buisson de roses est une peinture sur panneau de bois de l'artiste allemand Stefan Lochner, généralement datée de 1440-1442, bien que certains historiens de l'art la croient contemporaine du Retable Dombild. Elle est généralement considérée comme l'une de ses plus belles œuvres, et une de ses plus détaillées. Elle est conservée au Musée Wallraf-Richartz à Cologne.

## Description
La Vierge est présentée comme la « Reine du Ciel », et est assise sous un baldaquin avec des rideaux rouges séparés par des anges. Elle est assise et tient l'Enfant Jésus sur ses genoux. Sa couronne et son médaillon sont le symbole de sa virginité. Elle porte une broche détaillée qui contient une représentation d'une jeune fille assise tenant une licorne.
Le Christ tient une pomme, et des anges assis ou planant lui offrent des cadeaux ou jouent de la musique. 
La peinture est fortement basée sur les symboles de l'innocence et de la pureté, avec les roses rouges et blanches. Marie est assise devant un banc de pierre courbe, autour duquel croissent des lys, des marguerites et des fraises, avec une acanthe qui fleurit à sa gauche. Marie elle-même est présentée sur une échelle monumentale, soulignant ainsi son statut royal.